# 金美里

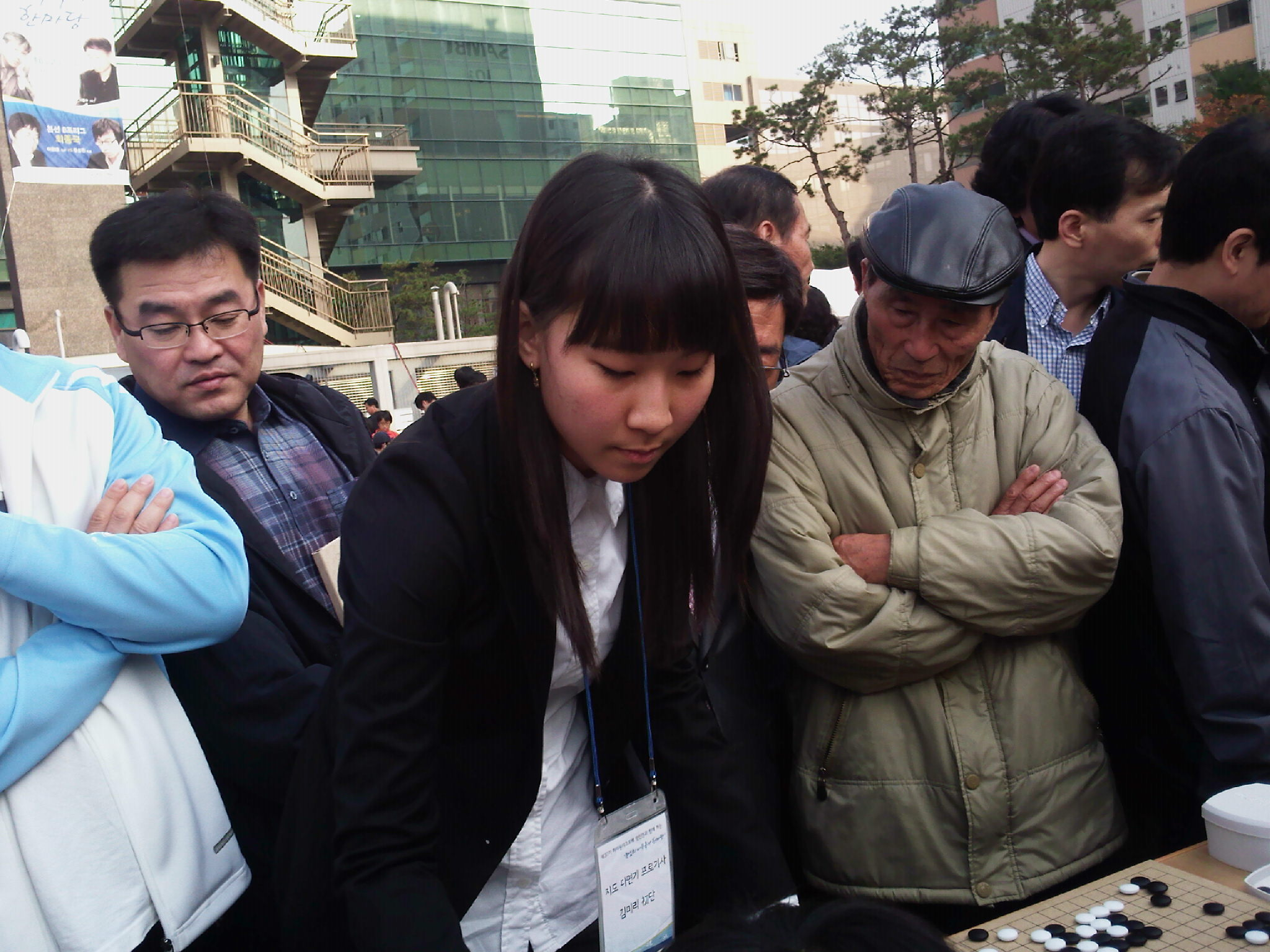
金美里

金美里（キム・ミリ、김미리、1991年3月24日 - ）は、韓国の囲碁棋士。許壮会九段門下、韓国棋院所属、四段。女流名人戦準優勝など。

## 経歴
6歳で囲碁を覚え、2008年健化杯アマ囲碁最強戦女流最強部、全北銀行長杯アジアアマ囲碁選手権大会女子個人戦で優勝。同2008年初段。2009年三星火災杯出場、韓国囲碁リーグ出場（ハンゲーム）し朴廷桓を破る星をあげた。2011年プロ女流国手戦ベスト4、二段。2012年女流名人戦トーナメントで、決勝で崔精に2-0で敗れ準優勝。同年BCカード杯世界囲碁選手権出場。2013年福山市鞆の浦で開催された「日韓トップ囲碁対局・鞆」で吉原由香里と対戦。2014年三段。2018年四段。
2016年からサイバーオロのネット番組「囲碁ビタミン」で講師を勤める。

## 主な棋歴
- 女流名人戦 2012年準優勝
- SG杯ペア碁大会 2011年優勝（韓尚勲とペア）、2014年準優勝（羅玄とペア）、2017年優勝（李映九とペア）
- 日中韓ペア碁名人選手権 2018年3位（李映九とペア）
- 正官庄杯世界女子囲碁最強戦
  - 2011年 1-1（◯吉田美香、×芮廼偉）
- 華頂茶業杯世界女流囲碁団体戦
  - 2013年 3-0（◯唐奕、◯奥田あや、◯蘇聖芳）
- 黄竜士精鍛科技杯世界女子囲棋団体戦
  - 2018年 0-1（×李赫）
- 韓国女子囲碁リーグ
  - 2015年（西帰浦七十里）4-8
  - 2016年（西帰浦七十里）2-8
  - 2017年（ソウル富光薬品）3-6
  - 2018年（麟蹄天空下）8-8

## 注
1. ↑  ネットマーブル 2008.4.18
2. ↑  サイバーオロ 2008.5.11
3. ↑  朝鮮日報 2009.07.28
4. ↑  福山市 2013.08.28
5. ↑  サイバーオロ 2017.03.19